# Trinos e cantos
Trinos e cantos é um livro de poesia do escritor Rodolfo Gustavo da Paixão, publicado em 1896. Divide-se em quatro partes: Alvores, Trevas, Scintillações e A Inconfidência.